# NGC 88
Az NGC 88 egy spirálgalaxis a Phoenix (Főnix) csillagképben.

## Felfedezése
Az NGC 88 galaxist John Herschel fedezte fel 1834. szeptember 30-án.

## Tudományos adatok
A galaxis 3433 km/s sebességgel távolodik tőlünk.